# Anisaldehid
El 4-anisaldehid, p-anisaldehid o anísic aldehid (nom IUPAC: 4-metoxibenzaldehid) és un compost orgànic que es troba de forma comuna a les essències naturals i a les fragàncies. Aquest compost consta d'un anell de benzè substituït per un grup aldehid i un grup metoxi. És un líquid clar amb una aroma forta. Se'n coneixen dues formes isòmeres: orto-anisaldehid i meta-anisaldehid però són menys comunes.

## Producció
L'anisaldehid es prepara comercialment per oxidació del metoxitoluè fent servir el diòxid de manganès. També es pot produir per oxidació de l'anetol.

## Usos
Essent relacionat estructuralment amb la vanil·lina, l'anisaldehid es fa servir molt com a fragància i saboritzant. L'anisaldehid es fa servir com intermedi en la síntesi d'altres compostos en farmàcia i perfumeria. L'ortho-Anisaldehid es fa servir com aroma en la regalèssia.
Una solució de para-anisaldehid en àcid i etanol és una tinció útil en la cromatografia de capa fina.